# Sieben Minuten nach Mitternacht
Sieben Minuten nach Mitternacht ist ein Roman des amerikanischen Schriftstellers Patrick Ness. Er basiert auf einer Idee der Autorin Siobhan Dowd, die sie aufgrund ihres eigenen Krebstodes nicht selbst umsetzen konnte. Das im Literaturjahr 2011 veröffentlichte Werk mit dem Originaltitel A Monster Calls (deutsche Veröffentlichung: 2011) erzählt die Geschichte von Conor, der nächtliche Besuche von einem Monster bekommt.

## Inhaltsangabe
Im Mittelpunkt der Geschichte steht der 13 Jahre alte Conor O’Malley. Conor erwacht immer wieder von demselben Albtraum. Er wohnt mit seiner Mutter in einem Haus, in dessen Nähe eine große Eibe steht. Eines Nachts um 0:07 Uhr verwandelt sich die Eibe in ein Monster, das plötzlich im Garten steht und immer größer wird und ihn ruft. Das Monster erklärt Conor, dass er es gerufen habe, und es werde ihm drei Geschichten erzählen und am Ende wird Conor seine wahre Geschichte erzählen.
Weil seine Mutter krank ist, hat er gelernt, sehr selbstständig zu sein, um für sie keine Last zu sein. Dieses Verhalten macht seine Mutter aber immer traurig. Seine Großmutter kümmert sich oft nach Behandlungen um ihre Tochter und erklärt Conor, dass er wohl bei ihr leben werde.
In seiner Schule hat er es nicht leicht, weil er von Harry und seiner Bande schikaniert wird. Die anderen in der Schule dagegen behandeln ihn wie ein rohes Ei oder sprechen nicht mit ihm. Die einzige Person, die ihm helfen will, ist seine Schulfreundin Lily. Auf sie ist er wütend, weil alle von ihr wissen, dass seine Mutter krank ist.
In einer weiteren Nacht erscheint Conor das Monster wieder um 0:07 Uhr und erzählt ihm die erste Geschichte. Sie soll ihm verständlich machen, dass niemand nur gut oder böse, sondern jeder etwas dazwischen ist.
Conors  Mutter muss wieder ins Krankenhaus und Conor deswegen zu seiner Großmutter. Der Vater von Conor, der in Amerika wohnt und dort eine neue Familie hat, kommt zu Besuch, und Conor teilt ihm mit, dass er bei ihm leben möchte, doch sein Vater stellt gleich klar, dass dies nicht möglich sei.
Als Conor allein bei seiner Großmutter und noch immer wütend ist, erscheint das Monster, nachdem er die kostbare Uhr seiner Großmutter kaputtgemacht hat. Es erzählt ihm die zweite Geschichte, in der es darum geht, seinen Glauben auch in schlechten Zeiten nicht zu verlieren. Die Geschichte macht ihn sehr wütend. Er befiehlt dem Monster, was es zerstören soll, weil er glaubt, er träume nur. Als er im Wohnzimmer ist, macht ihn der Anblick fassungslos, weil alles zerstört ist. Seine Großmutter kommt aus dem Krankenhaus zurück und kann nur schreien, als sie das Chaos sieht, und verbringt den Rest der Nacht in ihrem Zimmer und weint.
Der Zustand seiner Mutter hat sich mittlerweile wieder verschlechtert und es gibt nur noch ein Mittel, das die Ärzte ausprobieren wollen. Dieses Mittel wird aus der Eibe hergestellt und Conor fragt das Monster, da es ja die Gestalt einer Eibe hat, ob es seine Mutter gesund machen wird, doch dieses sagt nur, dass das nicht seine Aufgabe sei.
Trotz der schlechten Verfassung der Mutter muss Conor weiter in die Schule. Während der Mittagspause sagt der Anführer der Mobber zu Conor, dass er ihn in Zukunft nicht mehr sehen wird, da er für ihn nun unsichtbar sei. Das Monster erscheint, um die dritte Geschichte zu erzählen. Es ist die Geschichte eines unsichtbaren Mannes, der wieder gesehen werden wollte, und während das Monster dies erzählt, kommt es Conor so vor, als wäre er das Monster, greift den Rüpel an und schlägt ihn krankenhausreif. Das Monster lehrt ihn dadurch, dass gefürchtet zu werden schlimmer ist, als nicht gesehen zu werden. Obwohl dies einen Schulverweis zur Folge haben sollte, sieht die Direktorin aufgrund seiner Lage davon ab und bestraft ihn nicht.
Im Klassenzimmer entschuldigt sich Lily am nächsten Tag mit einem Zettel bei ihm und teilt Conor mit, sie vermisse ihre Freundschaft. Bevor er ihr aber antworten kann, wird er zum Krankenhaus gerufen. Das Medikament hat nicht gewirkt und er redet noch kurz mit seiner Mutter, bevor er seine Oma bittet, ihn zu sich nach Hause zu fahren. Dort angekommen läuft er zum Baum und weckt das Monster, welches ihm mitteilt, dass es hier ist, um ihn zu heilen und nicht sie.
Das Monster zwingt Conor nun seinen Albtraum durchzumachen. In diesem steht seine Mutter an einer Klippe und Conor versucht zu ihr zu laufen, doch dies gelingt ihm erst, als zwei Fäuste seine Mutter in die Tiefe reißen. Er schafft es zwar noch, sie festzuhalten, meint aber, dies nicht lange durchhalten zu können. Das Monster bringt ihn allerdings dazu, sich die Wahrheit einzugestehen, nämlich, dass er seine Mutter noch länger hätte festhalten können, sie aber losließ, weil er will, dass es vorbei ist. Nachdem sie gestürzt ist und Conor sich Schuldgefühle macht, erklärt das Monster ihm, dass es nicht seine Schuld ist, sondern er nur wollte, dass der Schmerz aufhört. Und dass es außerdem egal sei, was er denkt, wichtig, sei nur, was er tut. Als er aufwacht, findet ihn seine Oma und sie fahren ins Krankenhaus, wo sie bleiben, bis seine Mutter stirbt.

## Ausgaben
- Sieben Minuten nach Mitternacht. Wilhelm Goldmann Verlag, München 2011, ISBN 978-3-442-31280-1; Neuauflage: ebenda 2017, ISBN 978-3-442-48534-5.